# Litevská literatura

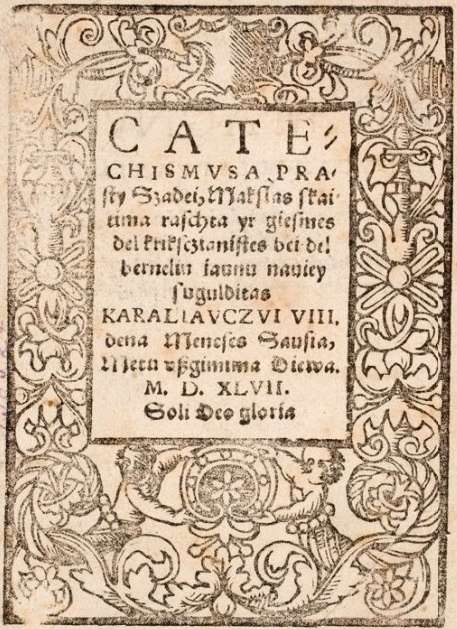
Katechysmus od Martynaše Mažvydasa byl první tištěnou knihou v litevštině. Byl tisknut 8. ledna 1547.

Litevská literatura je literatura psaná Litevci, na území Litvy nebo v exilu.

## Historie
První literární díla psaná litevsky byla vydána v 16. století. První litevsky psanou knihu (Katechismus) sestavil a vydal roku 1547 Martynas Mažvydas. Jeho následovníkem, který taktéž publikoval příručku katechismu, byl Mikalojus Daukša. Litevská literatura byla v 16. a 17. století převážně náboženského charakteru. V 18. století se mírně zvýšil podíl vydávaných knih, které byly sekulárního charakteru, např. slovníků.
Autorem první litevské básně a tedy zakladatelem litevské poezie byl Kristijonas Donelaitis s poemou Roční doby (Metai). V 19. století bylo užívání litevštiny jakožto literárního jazyka podporováno především univerzitou ve Vilniusu. Roku 1864 však Rusko z důvodu obav z rostoucího obrozeneckého hnutí zakázalo tištění litevských knih latinkou. Do roku 1904, kdy byl tento zákaz zrušen, se litevsky psané knihy tiskly ve Východním Prusku (Malé Litvě), odkud byly pašovány do Litvy.
Po zrušení zákazu tisku latinkou v roce 1904 do Litvy začaly z Evropy pronikat různorodá literární hnutí a směry, například symbolismus, impresionismus a expresionismus.

## Významní spisovatelé
- Simonas Daukantas
- Kristijonas Donelaitis
- Jurga Ivanauskaitė
- Vincas Kudirka
- Martynas Mažvydas
- Justinas Marcinkevičius
- Antanas Škėma